# Solejman Eskandari
Solejman Eskandari, spotykany także zapis Iskandari (ur. 1862, zm. 1944) – irański arystokrata i polityk, uczestnik rewolucji konstytucyjnej, pierwszy przewodniczący socjalistycznej partii Tude.

## Życiorys
Pochodził z arystokratycznej rodziny spokrewnionej z rządzącą Persją dynastią Kadżarów.
Brał aktywny udział w irańskiej rewolucji konstytucyjnej. Był deputowanym do Madżlesu I i II kadencji. W pierwszej kadencji przewodniczył partii liberałów. Gdy Mohammad Ali Szah Kadżar rozpędził obrady Madżlesu, nakazał ostrzelać jego siedzibę i zaprowadził rządy autorytarne, Solejman Eskandari znalazł się wśród aresztowanych deputowanych. Odzyskał wolność po zwycięstwie powstania w obronie konstytucji. W II kadencji Madżlesu, podobnie jak większość współpracowników ze swojej frakcji, przeszedł do partii demokratycznej i jej przewodził. Wśród reform sugerowanych przez jego frakcję była wówczas reforma rolna (uwłaszczenie chłopów i parcelacja wielkiej własności ziemskiej), ustanowienie świeckiego państwa, zakaz spekulacji, wprowadzenie powszechnej służby wojskowej i realne egzekwowanie konstytucyjnego powszechnego obowiązku szkolnego. Podczas I wojny światowej stał na czele Rządu Ocalenia Narodowego w Kermanszahu, utworzonego przez koalicję polityków zaangażowanych w rewolucję konstytucyjną, z obydwu frakcji: Demokratów i Umiarkowanych. Rząd ten nie zyskał jednak szerszego poparcia, sympatia społeczeństwa pozostała przy szachu i powołanym przez niego rządzie Abdolhosejna Farmanfarmy. Ostatecznie Eskandari został zatrzymany przez Brytyjczyków, odzyskał wolność wymieniony na brytyjskiego jeńca dżangalije.
W latach 20. XX wieku Solejman Eskandari przewodził początkowo utworzonej przez siebie Partii Socjalistycznej, jego krewni brali również udział w tworzeniu politycznych organizacji kobiecych. Po zamachu stanu Rezy Chana udzielił mu poparcia i przyjął stanowisko ministra edukacji, jednak ustąpił po tym, gdy Reza Chan doprowadził do detronizacji Kadżarów. Eskandari, który opowiadał się już wtedy za ustanowieniem w Iranie republiki, wycofał się z polityki i do 1941 nie prowadził żadnej aktywności publicznej. Żył skromnie w Teheranie; Eskandari, mimo znakomitego pochodzenia, nie byli już rodziną zamożną.

### Przywódca Tude
W 1941 w domu Solejmana Eskandariego odbyło się założycielskie zebranie nowej partii lewicowej – Tude. Inicjatorem jej utworzenia był bratanek Eskandariego Iradż Eskandari, który też przekonał wuja, by jako postać powszechnie znana i szanowana w Iranie stanął na czele nowej formacji.
Zgadzając się na przywództwo w partii, Eskandari postawił warunek, by nie włączać do jej programu elementów antyreligijnych. Był zdania, że prezentując radykalny program społeczny organizacja nie powinna zniechęcać ludzi wierzących, do których sam się zaliczał. Uważał, że jedynie w ten sposób Tude będzie mogła stać się partią o prawdziwie masowym poparciu, przyciągającą zarówno socjalistów, jak i osoby o bardziej umiarkowanych poglądach, zgodne jednak do co potrzeby wdrożenia w Iranie programu reform społecznych i zmiany ustroju. Osobiście sympatyzował ze ZSRR, ale nie był komunistą.
Solejman Eskandari kierował Tude do śmierci w 1944.